# Ammonal
Ammonal er et sprængstof sammensat af ammoniumnitrat og aluminiumspulver.
Ammoniumnitratet fungerer som oxidator, medens aluminiumspulveret fungerer som det brændbære eksplosiv. Brugen af det relativt billige ammoniumnitrat og aluminiumspulver kan erstatte brugen af ren trotyl (TNT), der er relativt kostbart. Ammonal har dog en reduceret sprængkraft i forhold til TNT. 
Ammonal optager let fugtighed, da nitrat er meget hygroskopisk.
Ammonal brænder voldsomt, hvis det bliver udsat for fri luft, men kan detonere, hvis det er indkapslet.
Sprænghastigheden af ammonal er ca. 4.400 meter pr. sekund mod ren trotyls sprænghastighed på ca. 6.900 meter pr. sekund.
 Der er for få eller ingen kildehenvisninger i denne artikel, hvilket er et problem. Du kan hjælpe ved at angive troværdige kilder til de påstande, som fremføres i artiklen.